# Bernd Raebel
Bernd Raebel (* 28. Juli 1948 in Buxtehude) ist ein deutscher Jurist und Richter am Bundesgerichtshof.

## Werdegang
Raebel beendete 1975 erfolgreich seine rechtswissenschaftliche Ausbildung. Sodann war er seit 1976 im höheren Justizdienst des Landes Hamburg tätig. Einer Zeit als Proberichter, während der er sowohl bei der Staatsanwaltschaft Hamburg als auch beim Amtsgericht Hamburg eingesetzt war, folgte 1979 die Ernennung zum Richter am Landgericht Hamburg. Dort war er in der Folge Beisitzer und teilweise stellvertretender Vorsitzender in diversen Zivilkammern. Während dieser Zeit war er von 1983 bis 1986 in Folge einer Abordnung beim Bundesministerium der Justiz tätig. Ab 1989 war er für drei Jahre an den Bundesgerichtshof (BGH) abgeordnet. Nach seinem Wechsel ins Justizministerium des Landes Mecklenburg-Vorpommern im Jahre 1993 wurde er im Folgejahr zum Ministerialrat ernannt. Neben der Leitung zivilrechtlicher Referate nahm er dort ab Mitte 1995 auch die Aufgabe als stellvertretender Leiter der Abteilung Recht und Verfassung wahr. Im Juli 1999 wurde er sodann ebenso wie sein Amtskollege Wolfgang Wellner zum Richter am BGH gewählt. Diese Tätigkeit nahm er zum 1. Dezember 1999 auf. Beim BGH war er seit dem 1. Juli 2000 dem IX. Zivilsenat angehörig und befasste sich demzufolge vor allem mit dem Insolvenzrecht und dem Anwalthaftungsrecht. Von 2003 bis 2004 war er zudem stellvertretender Vorsitzender des seinerzeitigen Hilfssenats IXa. Zum 1. Oktober 2013 trat Raebel in den Ruhestand.

## Quelle
- Richter am BGH Bernd Raebel im Ruhestand, juris vom 30. September 2013